# فرد فيلبس
فرد فيلبس (بالإنجليزية: Fred Phelps)‏ هو محامي أمريكي، ولد في 13 نوفمبر 1929 في ميريديان في الولايات المتحدة، وتوفي في 19 مارس 2014 في توبيكا في الولايات المتحدة بسبب مرض قلبي وعائي.

## وصلات خارجية
- فرد فيلبس على موقع IMDb (الإنجليزية)
- فرد فيلبس على موقع إن إن دي بي (الإنجليزية)
- فرد فيلبس على موقع قاعدة بيانات الفيلم (الإنجليزية)